# José Luis Guarner
José Luis Guarner Alonso (Barcelona, 1937-1993) fou un crític de cinema.

## Biografia
Fill del tinent coronel Josep Guarner i Vivancos i nebot del coronel Vicenç Guarner, republicans que hagueren d'exiliar-se a Mèxic, estudià filosofia i lletres a la Universitat de Barcelona. És considerat el millor crític de cinema que ha tingut mai l'Estat espanyol. Aviat s'interessà pel fet cinematogràfic a través d'una activitat militant en cineclubs com el Monterols. També començà a publicar en revistes com “Film Ideal”, amb textos que han deixat empremta com ara Las gafas de Parménides (Algunas reflexiones acerca de la crítica y su ejercicio) (1962); “Documentos Cinematográficos”, de la qual fou un dels principals responsables; “Fotogramas”, des de la dècada del 1960 sobre cine i televisió; “Archivos de la Filmoteca”: “Otro Cine”; “Movie” (Gran Bretanya) i “Filmcritica” (Itàlia). També col·laborà en premsa a “Catalunya Exprés”, “Mundo Diario”, “Avui”, “El Periódico de Catalunya”, “El Temps” i “La Vanguardia”, en què escriví des del 1983 fins a la seva mort. A partir del 1959 formà part de l'equip directiu de la Setmana Internacional de Cinema en Color de Barcelona (SICCB), que dirigí del 1979 al 1986; posteriorment fou president del Festival de Cinema de Barcelona fins al 1990, i assistí als festivals més importants d'Europa, que relatava en cròniques periodístiques exemplars. Fou també el primer president de l'Associació Catalana de Crítics i Escriptors Cinematogràfics (1989). El seu vessant més erudit el desenvolupà en els nombrosos llibres que publicà: La nueva frontera del color (1962), amb José María Otero; 30 años de cine en España (1972); Marilyn revisitada (1971), amb Joaquim Jordà; Buster contra la infección sentimental (1972) i Diálogos casi socráticos con Roberto Rossellini (1972), ambdós amb Jos Oliver; Roberto Rossellini (1970, en anglès, 1973, en castellà), model de monografia que marcà una pauta; Homenaje a Nicholas Ray (1974), amb J. Iliver i J. Romaguera; Pasolini (1977); Conocer Visconti y su obra (1978); King Vidor (1981); Muerte y transfiguración. Historia del cine americano (1961-1992) (1993), i Los soñadores despiertos. Una aproximación a los cineastas europeos en Hollywood (1993). En el camp del cinema col·laborà en el guió de Los cien caballeros/I cento cavalieri (1964, Vittorio Cottafavi); dirigí un únic curt, constituït per sis episodis breus de ficció, Crónica de Rondibilis (1974); i la sèrie televisiva España, historia inmediata (1981-83, TVE), a banda de col·laborar del 1992 fins a la seva mort en el programa setmanal “Días de cine” (TVE). En morir es publicà Autorretrato del cronista (1994), una àmplia selecció de textos a cura de L.Bonet-Mojica, J.Oliver, E.Riambau i C.Torreiro, amb el pròleg “Don Guarner” del seu amic íntim Guillermo Cabrera Infante. El premi de Cinematografia de la Generalitat 1993 el mencionà per “la seva obra realitzada i la seva personalitat com a crític de cinema”; obtingué a títol pòstum el Nacional de Cinematografia del Ministeri de Cultura, i el jurat dels Sant Jordi de Cinematografia 1994 li atorgà un guardó especial per “ésser la persona que més es distingí per la seva aportació al fet cinematogràfic”.

## Fons
El seu fons personal es conserva a la Filmoteca de Catalunya. Inclou la correspondència de J.L. Guarner amb diversos amics, personatges importants del món del cinema, festivals de cinema, associacions, editorials, etc. També consta de les crítiques cinematogràfiques que ell va escriure i va publicar en diverses revistes.